# Brindisi (provins)
Brindisi er en italienske provins på halvøen Apulien.
Hovedstaden for provinsen er Brindisi, som også har givet navn til provinsen.

## Kommuner
- Brindisi
- Fasano
- Francavilla Fontana
- Ostuni
- Mesagne
- Ceglie Messapica
- San Vito dei Normanni
- Carovigno
- Oria
- Latiano
- San Pietro Vernotico
- Cisternino
- Torre Santa Susanna
- San Pancrazio Salentino
- Erchie
- Villa Castelli
- San Donaci
- Cellino San Marco
- San Michele Salentino
- Torchiarolo

40°36′N 17°54′Ø / 40.6°N 17.9°Ø